# Un printemps à Tchernobyl
Un printemps à Tchernobyl est une bande dessinée documentaire racontant le séjour de l'auteur, Emmanuel Lepage, dans la région sinistrée de Tchernobyl en 2008 dans le cadre d'un travail associatif. L'ouvrage, paru en octobre 2012, reçoit un accueil critique positif.

## Synopsis
Le 26 avril 1986, la centrale nucléaire de Tchernobyl connaît un grave accident, qui contamine durablement la région en raison de la radioactivité et cause des milliers de victimes. Lepage s'y rend dans le cadre d'une résidence artistique en avril et mai 2008, accompagné d'autres artistes, visitant Prypiat, devenue ville morte, ainsi que les environs désormais sauvages. Il vient « rendre compte de la vie des survivants et de leurs enfants dans cette contrée toujours soumise aux radiations ». Sur place, les Ukrainiens se montrent chaleureux et une communauté amicale se forme, ce qui contraste avec l'angoisse de la menace invisible des rayons (perçue par le dosimètre) et les paysages ravagés de la ville. Avant cette résidence, Lepage cherche à guérir d'une douleur chronique à la main, qui le gêne pour dessiner. Pendant son reportage, ce problème diminue. L'auteur met aussi en scène ses doutes et ses interrogations lors de ce voyage,.

## Genèse de l'œuvre

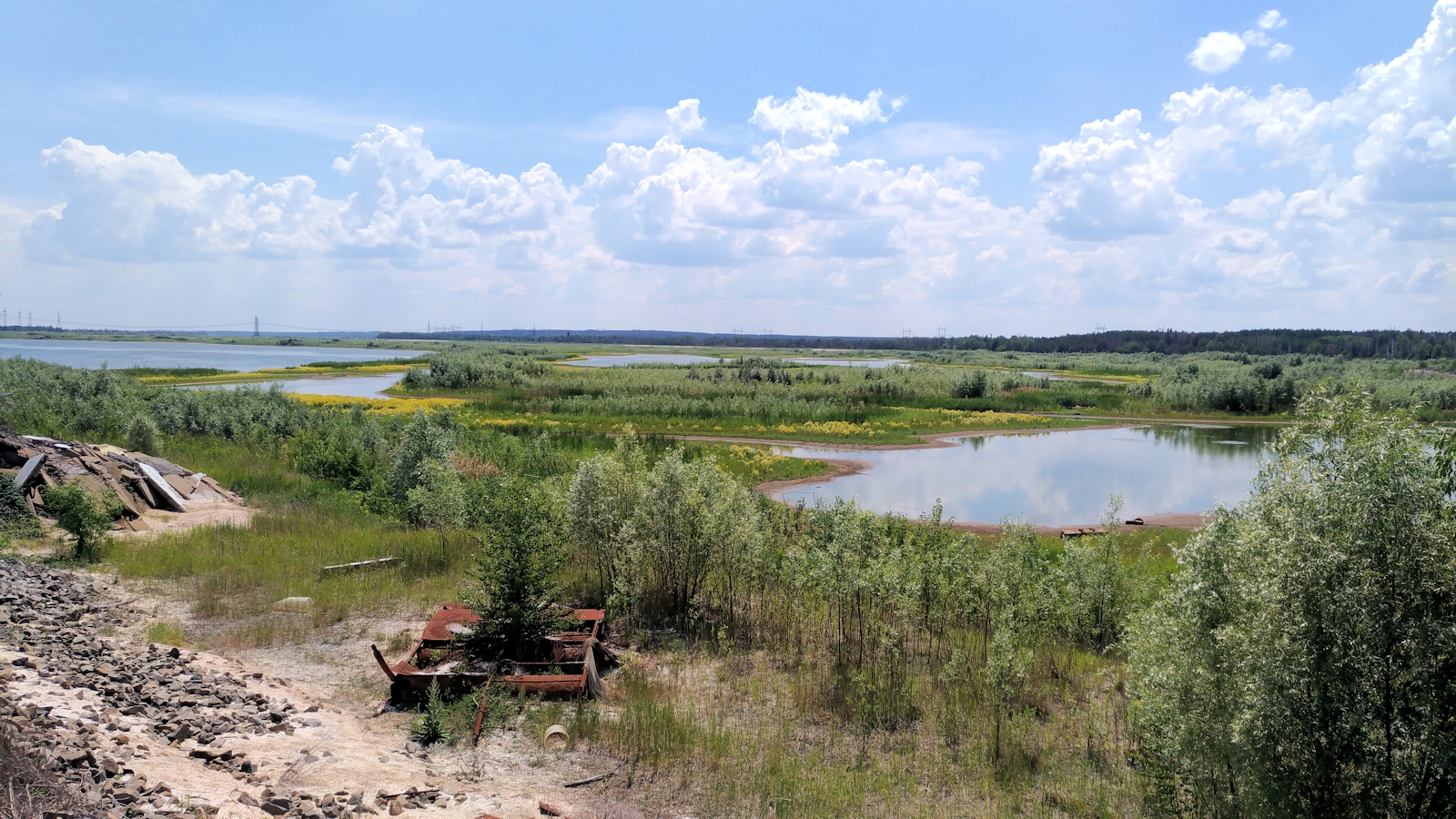
Zone d'exclusion autour de Tchernobyl : la nature en mai 2019.

Emmanuel Lepage est un auteur de bande dessinée né en 1966 en Bretagne. Il a publié plusieurs albums soit en collaboration soit seul (par exemple Névé et Muchacho). À l'origine, l'association Les Dessin’acteurs publie en septembre 2008 Fleurs de Tchernobyl – Carnet de voyage en terre irradiée, co-signé par Lepage et l'illustrateur Gildas Chasseboeuf, dans le cadre d'une exposition intitulée « Fleurs de Tchernobyl – Carnet de voyage en terre irradiée » au profit d'une autre association, Les Enfants de Tchernobyl. Le livre est ensuite réédité par La Boîte à bulles, avant que Lepage ne reprenne ses travaux pour créer Un printemps à Tchernobyl. En effet, la moitié des dessins réalisés sur les lieux ne figurait pas dans les Fleurs de Tchernobyl par manque de place ; l'auteur envisage d'abord de créer une fiction autour d'une zone interdite, puis il se rend dans les terres australes, expérience qui lui inspire son premier reportage en bande dessinée, Voyage aux îles de la Désolation (Futuropolis, 2011),. Lorsque survient la catastrophe nucléaire de Fukushima, l'artiste délaisse tout projet de fiction et entreprend le récit de cette résidence à Tchernobyl sur le même modèle que l'ouvrage précédent, sans scénario préétabli. Ces deux reportages dessinés changent profondément son approche de la narration. Par ailleurs, il se rend à Fukushima, ce qui aboutit à un reportage dans La Revue dessinée : Les Plaies de Fukushima (hiver 2013-2014).

## Choix artistiques
L'œuvre comporte croquis, illustrations et bande dessinée ; elle « tient à la fois du reportage et du journal de bord, donnant à voir une réalité expurgée des clichés et pas un voyage au pays de la désolation ». Le dessinateur emploie à la fois pastel et aquarelle.
Beaucoup de dessins sont réalisés sur place. De nombreuses illustrations sont en lavis noir et blanc, transcrivant une impression « sinistre et implacable ». La végétation, désormais sauvage et contaminée, se déploie à mesure que progresse le printemps : elle est dépeinte en couleurs vives, y compris en double pleine page, qui font presque oublier combien la zone est dangereuse, : « je venais, a priori, au pays de la mort et, le paradoxe, c'est que c'est la vie qui m'a saisi ». Lepage s'attendait à dessiner des « choses noires, sombres, tristes », qui s'expriment par l'usage du noir et blanc ; or, sur place, il découvre « une zone éclatante de beauté ». L'auteur fait part de contraintes liées aux dangers, comme l'obligation de dessiner avec des gants et un masque, l'impossibilité de récupérer un crayon tombé par terre, de s'asseoir ou de s'appuyer contre un mur,. En outre, il s'interroge sur la représentation du danger invisible des rayonnements.
Les lecteurs se sont montrés surpris que Lepage ne montre pas seulement le caractère sinistre de la ville mais aussi la vitalité de la nature, ce qui restitue le décalage troublant entre ce que perçoivent les sens et la menace permanente des rayons. Cette apparente contradiction est relevée par d'autres chroniqueurs,.
En raison d'un problème à la main, qui cause une gêne chronique, Lepage a dû changer de technique : il n'emploie plus la plume, y substituant d'autres méthodes (pinceaux, craies grasses), il modifie ses mouvements, ce qui lui a permis de surmonter ce handicap,.

## Publication
Les fleurs de Tchernobyl
- Emmanuel Lepage et Gildas Chasseboeuf, Les fleurs de Tchernobyl, Calanhel, Association les Dessin'acteurs, 2008, 58 p. (ISBN 978-2-918031-00-0) (BNF 41356293)
- Emmanuel Lepage et Gildas Chasseboeuf, Les fleurs de Tchernobyl : carnet de voyage en terre irradiée, Antony, La Boîte à bulles, 2012, 64 p. (ISBN 978-2-84953-156-3) (BNF 42756752)

Un printemps à Tchernobyl
- Emmanuel Lepage, Un printemps à Tchernobyl, Paris, Futuropolis, 2012, 163 p. (ISBN 978-2-7548-0774-6) (BNF 42773812)

## Accueil critique
Pour Un printemps à Tchernobyl, son deuxième reportage dessiné après Voyage aux îles de la Désolation, Lepage bénéficie d'un accueil favorable tant dans la presse généraliste (L'Express, Tribune de Genève, Le Télégramme, L'Est républicain...) que dans des médias bédéphiles, comme BoDoï, Actua BD, auracan, BDZoom, etc.
Dans le sillage d'Un printemps à Tchernobyl et des Plaies de Fukushima, les planches d'Emmanuel Lepage font l'objet d'expositions en 2014 lors du festival « Loperhet en ébullition » et aux Ursulines en 2016. L'ouvrage fait partie de la sélection pour le prix France Info en 2013, pour le prix Tournesol et pour le grand prix de la critique.

### Récompenses
- 2012 à Quai des bulles : prix de l'affiche[22] ;
- 2012 : classé dans les vingt meilleurs livres de l'année par le magazine Lire[23] ;
- 2013 : 
  - Diagonale-Le Soir du meilleur album[24] ;
  - prix BD des comités d'entreprise « Cezam »[25] ;
- 2014 : prix du festival « Du vent dans les BD » à Plouider[26].

### Documentation
- Emmanuel Lepage (int.) et Gwendal Fossois, « Emmanuel Lepage », sur Du9, octobre 2012.
- Gallien Chanalet-Quercy, « Tchernobyl en héritage », sur Actua BD, 14 janvier 2013.
- Pascal Ory, « Un printemps à Tchernobyl, par Emmanuel Lepage », L'Express,‎ 23 novembre 2012.
- Éric Guillaud, « Un printemps à Tchernobyl, le nouveau récit de voyage du Breton Emmanuel Lepage », sur france3-regions.blog.francetvinfo.fr, 17 octobre 2012.
- Jean-Michel Baclet, « Un Printemps à Tchernobyl », sur Planète BD, 22 octobre 2012.
- O. Boussin, « Un Printemps à Tchernobyl », sur BD Gest', 12 octobre 2012.
- Alain Lamourette, « Un Printemps à Tchernobyl », sur BD Encre, janvier 2013.
- Emmanuel Lepage (int.) et Laurence Le Saux, « Emmanuel Lepage troublé par la beauté de Tchernobyl », sur BoDoï, 29 octobre 2012.